# Guárico (rzeka)
Guárico – rzeka w północnej Wenezueli. Liczy 483 km długości.  Źródła rzeki znajdują się w Andach Karaibskich, a uchodzi do rzeki Apure. W górnym biegu znajdują się dwa zbiorniki retencyjne. 